# Augustus Juilliard
Augustus D. Juilliard (19 de abril de 1836 - 25 de abril de 1919) era um empresário e filantropo norte-americano, nascido em um navio no mar quando seus pais estavam imigrando da França para os Estados Unidos. Fazendo uma carreira de sucesso na cidade de Nova Iorque, ele deixou grande parte de sua herança para o avanço da música nos Estados Unidos.
Os curadores de seu patrimônio criaram a Fundação Juilliard em 1920 para atingir seus objetivos e, em 1924, fundaram a Juilliard School, em Nova Iorque, como um conservatório de música. Gradualmente, foram adicionados programas de dança e teatro.

## Biografia
Filho de imigrantes da região francesa da Borgonha, Juilliard nasceu no mar enquanto seus pais estavam a caminho dos Estados Unidos. Seus pais eram Jean Nicolas Juilliard, sapateiro, e Anna Burlette. Augusto foi criado perto de Louisville, Ohio, e frequentou escolas locais.
Em 1866, Juilliard se mudou para a cidade de Nova Iorque, onde trabalhou na indústria de vestuário de uma empresa de manufatura têxtil que produzia tecidos de lã. Quando a empresa faliu sete anos depois, Juilliard fundou sua própria corporação, a Augustus D. Juilliard Company, em 1874. A corporação distribuía têxteis, incluindo lã, seda e algodão.
Ele se tornou um comerciante rico e bem-sucedido, que aumentou sua fortuna através de investimentos e indicações no conselho em bancos, ferrovias e seguros. Ele residia em Tuxedo Park, Nova Iorque, onde possuía uma grande mansão, e também tinha um apartamento no lado oeste de Manhattan. Patrono do Museu Metropolitano de Arte e do Museu Americano de História Natural, ele serviu como presidente da Metropolitan Opera por quase três décadas, de 1892 até sua morte. Juilliard morreu em 1919, aos 83 anos, em sua casa na cidade de Nova Iorque. Foi sepultado no mausoléu da família no Cemitério de Woodlawn no Bronx, Nova Iorque.

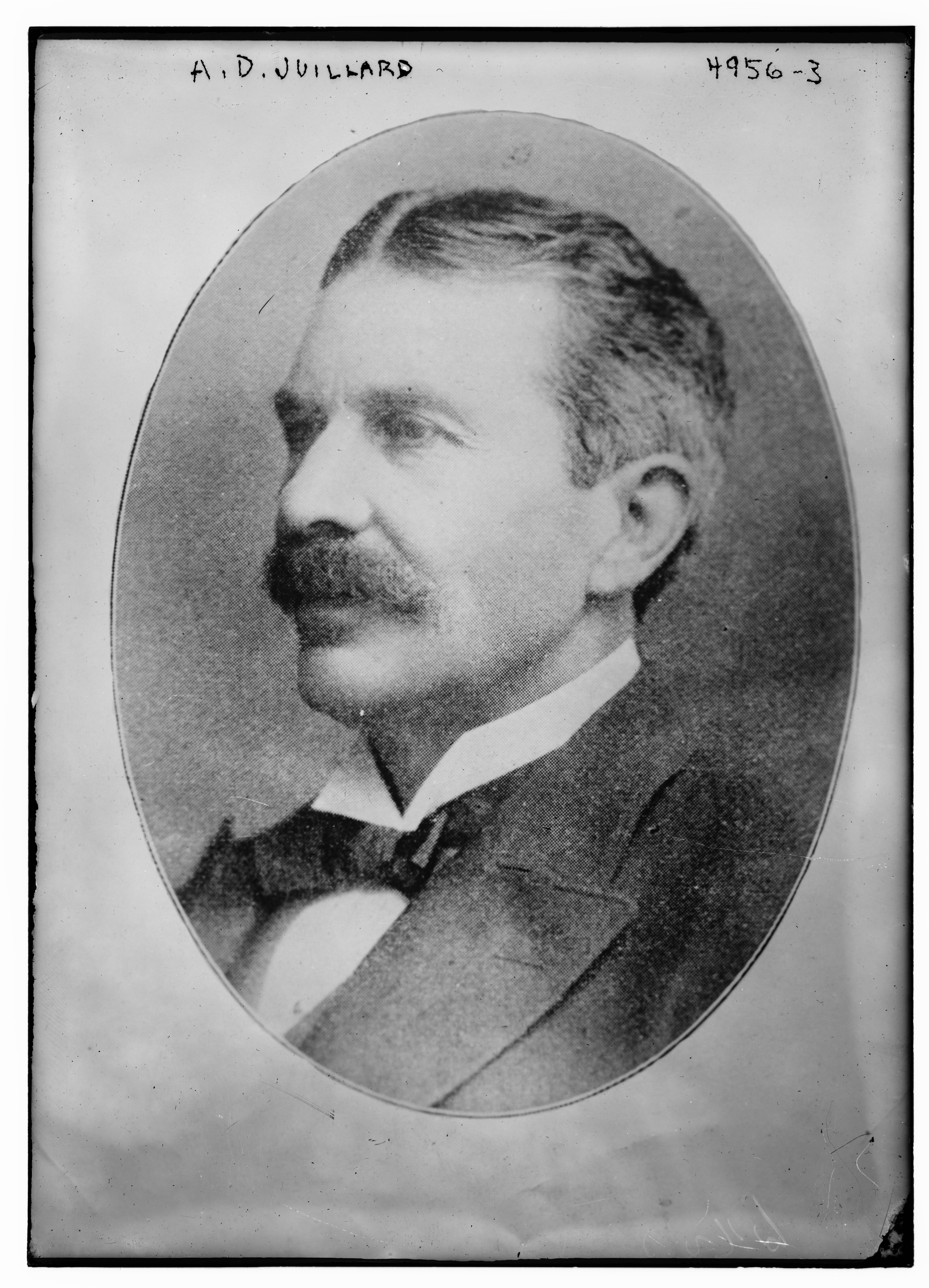
imagem de circe

## Vida pessoal
Juilliard casou-se com Helen Marcellus Cossitt em 1877. O casal não teve filhos.

## Legado
Augustus Juilliard fez legados a hospitais, museus e outras causas de caridade, mas a grande maioria de seu patrimônio, 5 milhões de dólares, foi destinada ao avanço da música nos Estados Unidos. Em 1920 a Fundação Juilliard foi criada.
Em 1924, os fundos da Fundação foram usados por seus curadores para estabelecer a Escola de Pós-Graduação Juilliard para ajudar a destacar os alunos com uma educação musical avançada. Em 1926, a escola foi fundida com o Instituto de Arte Musical de Nova Iorque. Esta academia de música foi fundada em 1905 pelo Dr. Frank Damrosch (afilhado de Franz Liszt) e foi dedicada a fornecer um nível de ensino igual ao dos conservatórios europeus.